# 2063
- Wikisource

| Calendário gregoriano                                                        | 2063 MMLXIII                        |
| Ab urbe condita                                                              | 2816                                |
| Calendário arménio                                                           | 1513 – 1514                         |
| Calendário bahá'í                                                            | 219 – 220                           |
| Calendário budista                                                           | 2607                                |
| Calendário chinês                                                            | 4759 – 4760 Início a 29 de janeiro  |
| Calendário copta                                                             | 1779 – 1780                         |
| Calendário etíope                                                            | 2055 – 2056                         |
| Calendários hindus - Vikram Samvat - Calendário nacional indiano - Cáli Iuga | 2118 – 2119 1984 – 1985 5163 – 5164 |
| Calendário Holoceno                                                          | 12063                               |
| Calendário islâmico                                                          | 1486 – 1487                         |
| Calendário judaico                                                           | 5823 – 5824                         |
| Calendário persa                                                             | 1441 – 1442 Início a 21 de março    |
| Calendário rúnico                                                            | 2313                                |
| Calendário solar tailandês                                                   | 2606                                |

2063 (MMLXIII, na numeração romana) será um ano comum do século XXI que começará numa segunda-feira, segundo o calendário gregoriano. A sua letra dominical será G. A terça-feira de Carnaval ocorrerá a 27 de fevereiro e o domingo de Páscoa a 15 de abril. Segundo o horóscopo chinês, será o ano da Cabra, começando a 29 de janeiro.

| Evento                                                   | Data            | Hora  |
| -------------------------------------------------------- | --------------- | ----- |
| Aquário                                                  | 20 de janeiro   | 01:24 |
| Peixes                                                   | 18 de fevereiro | 15:21 |
| primavera no hemisfério norte e outono no hemisfério sul |                 |       |
| Carneiro/equinócio                                       | 20 de março     | 13:59 |
| Touro                                                    | 20 de abril     | 00:35 |
| Gémeos                                                   | 20 de maio      | 23:19 |
| verão no hemisfério norte e inverno no hemisfério Sul    |                 |       |
| Caranguejo/solstício                                     | 21 de junho     | 07:02 |
| Leão                                                     | 22 de julho     | 17:53 |
| Virgem                                                   | 23 de agosto    | 01:09 |
| Outono no Hemisfério Norte e Primavera no Hemisfério Sul |                 |       |
| Balança/equinócio                                        | 22 de setembro  | 23:08 |
| Escorpião                                                | 23 de outubro   | 08:53 |
| Sagitário                                                | 22 de novembro  | 06:48 |
| inverno no hemisfério norte e verão no hemisfério sul    |                 |       |
| Capricórnio/solstício                                    | 21 de dezembro  | 20:21 |

| UTC: Portugal Continental, Madeira, Guiné-Bissau e São Tomé e Príncipe Subtrair (-): 1 h nos Açores e Cabo Verde 2 h nas Ilhas oceânicas brasileiras 3 h em Brasília, em Goiás, na Amazônia Oriental Brasileira e no nordeste, sudeste e sul brasileiros 4 h na Amazônia Ocidental Brasileira, Mato Grosso e Mato Grosso do Sul 5 h no Acre e sudoeste do Amazonas Adicionar (+): 1 h em Angola e Guiné Equatorial 2 h em Moçambique 8 h em Macau 9 h em Timor-Leste. |
| Adicionar uma hora durante a vigência do horário de verão: Portugal Continental : De 25 de março a 28 de outubro de 2063 |

| Ano completo                         |
| ------------------------------------ |
| Ano comum com início à segunda-feira |

## Eventos esperados e previstos
- Ano da Cabra, segundo o Horóscopo chinês.

Fevereiro
- 28 de fevereiro - Eclipse solar anular[1]

Março
- 14 a 15 de março - Eclipse lunar parcial[2]

Agosto
- 24 a 25 de agosto - Eclipse solar total[3]

Setembro
- 7 a 8 de agosto - Eclipse lunar penumbral[4]